# All That You Are
All That You Are es una canción de la banda estadounidense de rock alternativo Goo Goo Dolls, incluida en la banda sonora de la película Transformers: Dark of the Moon, lanzada el 14 de junio de 2011. Fue difundida en la tienda iTunes el mismo día del lanzamiento de la banda sonora, junto con los sencillos "Iridescent" de Linkin Park y "Monster" de Paramore.

## Recepción
La canción alcanzó el número 16 en la lista Adult Pop Songs y el número 17 en la lista Bubbling Under Hot 100 en Estados Unidos.
En la crítica, IGN describió la canción como “fuera de lugar”, con una interpretación vocal poco expresiva y una melodía poco destacable. Mientras tanto, Sputnik Music la consideró apenas un punto viable en la banda sonora.

## Posicionamiento en listas
| Lista (2011)                                 | Posición más alta |
| -------------------------------------------- | ----------------- |
| Adult Pop Songs (EE. UU.)                    | 16                |
| Bubbling Under Hot 100 (Billboard) (EE. UU.) | 17                |